# Рязань (Тверская область)
Рязань — деревня в Кимрском районе Тверской области. Входит в состав Центрального сельского поселения.

## География
Находится в юго-восточной части Тверской области на расстоянии приблизительно 2 км на запад по прямой от районного центра города Кимры.

## История
Известна была с 1635 года как деревня с 8 дворами. В 1780-х годах 10 дворов, в 1806 — 20. В 1859 году здесь (деревня Корчевского уезда Тверской губернии) было учтено 17 дворов, в 1887 — 41.

## Население
Численность населения: 57 человек (1780-е годы), 96 (1806),, 150 (1859 год), 164 человека (1887), 45 (русские 98 %) в 2002 году, 26 в 2010.